# Elio Altramura
Elio Altramura (* vor 1987; † 2004) war ein italienischer Artdirector und Szenenbildner, der bei der Oscarverleihung 1987 einen Oscar für das Beste Szenenbild gewann.

## Leben
Altramura gewann 1987 für seine einzige Arbeit als Artdirector zusammen mit Gianni Quaranta, Brian Ackland-Snow und Brian Savegar den Oscar für das beste Szenenbild in dem nach dem gleichnamigen Roman von E. M. Forster entstandenen Film Zimmer mit Aussicht (1985) von James Ivory mit Maggie Smith, Helena Bonham Carter und Denholm Elliott in den Hauptrollen.

## Auszeichnungen
- 1987: Oscar für das beste Szenenbild